# Xerotyphlops wilsoni
Xerotyphlops wilsoni — вид змій родини сліпунів (Typhlopidae). Ендемік Ірану.

## Поширення і екологія
Xerotyphlops wilsoni відомий з типової місцевості, розташованої в 30 милях на схід від міста Шуштар в провінції Хузестан.